# Honolulu (film 1939)
Honolulu – amerykański film muzyczny z 1939 roku w reżyserii Edwarda Buzzella.

## Obsada
- Eleanor Powell – Miss Dorothy „Dot” March
- Robert Young – Brooks Mason / George Smith / David w filmie
- George Burns – Joe Duffy
- Gracie Allen – Millicent 'Millie' De Grasse
- Rita Johnson – Cecelia Grayson
- Clarence Kolb – Mr. Horace Grayson
- Jo Ann Sayers – pielęgniarka
- Ann Morriss – Gale Brewster
- Willie Fung – Wong
- Cliff Clark – First Detective
- Edward Gargan – Second Detective
- Eddie Anderson – Washington
- Sig Ruman – profesor Timmer
- Ruth Hussey – Eve, żona Davida w filmie